# No.1
No.1 è l'ottavo e ultimo EP del gruppo musicale sudcoreano CLC, pubblicato il 30 gennaio 2019 dalla Cube Entertainment. L'album ha come singolo estratto "No". 
L'EP segna l'ultimo album del gruppo prima del loro scioglimento ufficiale nel 2022, a distanza di 3 anni. 

## Video musicale
Il video musicale è stato pubblicato il 30 gennaio 2019, in contemporanea all'EP. Nelle prime 24 ore, il video ha sorpassato le 2 milioni di visualizzazioni sulla piattaforma YouTube. 
Il 14 febbraio il video musicale sorpassa le 10 milioni di visualizzazioni su entrambi i canali YouTube in cui è stato pubblicato il video. Nel giugno 2019 il video supera le 20 milioni di visualizzazioni.

## Tracce
1. No – 3:01 (testo: Jeon So-yeon, Jang Ye-eun – musica: Jeon So-yeon, June)
2. Show – 3:31 (testo: Dally, Seo Jae-woo (TENTEN), BreadBeat (TENTEN), June, Jang Ye-eun – musica: Seo Jae-woo (TENTEN), BreadBeat (TENTEN), June)
3. Breakdown – 3:11 (testo: Choi Young-kyung, Jang Ye-eun – musica: Choi Young-kyung, MonoTree, Simon Petren)
4. Like It – 3:13 (testo: Kim Yeon-seo, The Proof, Jang Ye-eun – musica: The Proof, Kim Yeon-seo)
5. I Need U – 3:26 (testo: Anna Timgren, VINCENZO, Fuxxy, Any Masingga, Jang Ye-eun – musica: VINCENZO, Fuxxy, Any Masingga, Anna Timgren)

## Classifiche
| Classifica (2019) | Posizione massima |
| ----------------- | ----------------- |
| Corea del Sud     | 4                 |